# 堂崎村
堂崎村（どうざきむら）は、長崎県の島原半島にあった村。南高来郡に属した。1956年（昭和31年）に西隣の有家町と合併し、改めて発足した有家町の一部となった。
現在の南島原市有家町の東部にあたる。

## 地理
島原半島の南東部に位置する。
- 河川：境目川、塩屋川、天神川、次郎毛川、高砂川、須崎川、大橋川
- 港湾：堂崎港

## 歴史
- 1889年（明治22年）4月1日 - 町村制の施行により、南高来郡堂崎村が単独村制を施行して堂崎村が発足。
- 1922年（大正11年）4月22日 - 当村域に口之津鉄道（後に島原鉄道に合併）の堂崎駅が開業。
- 1956年（昭和31年）9月30日 - 南高来郡有家町と合併して有家町を新設し、堂崎村は自治体として消滅。

## 地名
名を行政区域とする。堂崎村は1889年の町村制施行時に単独で自治体として発足したため、大字は無し。
なお、堂崎村では名の名称を十干に置き換えて表記する。
- 甲 ／ 石田名
- 乙 ／ 大苑名
- 丙 ／ 原尾名

## 交通

### 鉄道
島原鉄道
- 島原鉄道線

（布津村） - 堂崎駅 - （有家町）
堂崎駅を含む「南目線」と通称された路線は、島原外港駅（現・島原港駅）を除いて2008年（平成20年）に廃線となった。

## 名所・旧跡
- 堂崎海中遺跡[2]
- 堂崎城跡

## 堂崎村出身の著名人
- 大島寛爾（弁護士、政治家）
- 小嶺忠敏（サッカー選手、サッカー指導者）